# Geocapromys columbianus
Geocapromys columbianus is een uitgestorven zoogdier uit de familie van de stekelratten (Echimyidae). De wetenschappelijke naam van de soort werd voor het eerst geldig gepubliceerd door J. Fischer in 1829.

## Voorkomen
De soort kwam voor in Cuba.